# Samson (dálkově ovládaná zbraňová stanice)

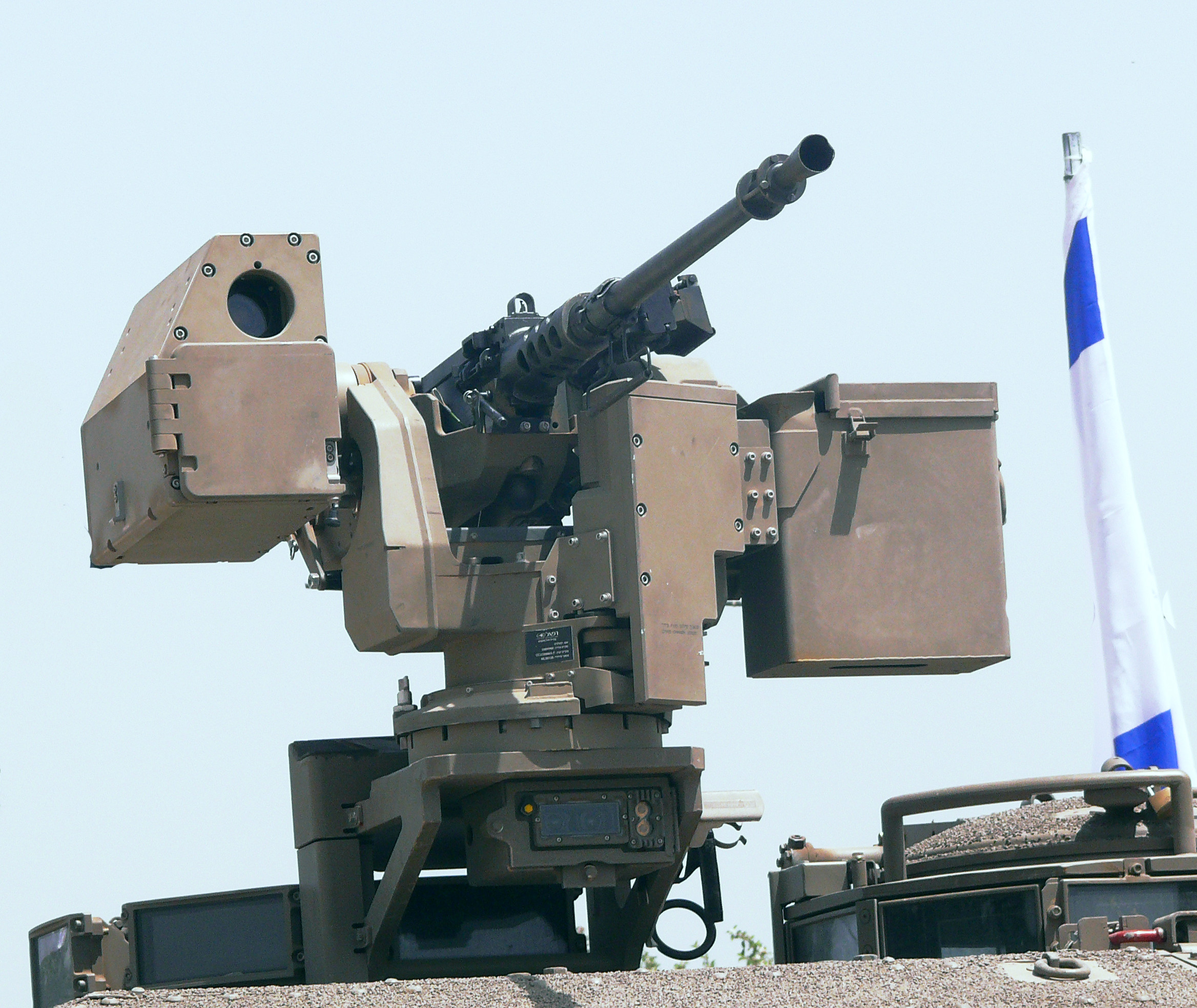
12,7mm kulomet M2 Browning instalovaný v systému Samson

Dálkově ovládaná zbraňová stanice Samson (anglicky Samson Remote Controlled Weapon Station, zkráceně RCWS Samson), známá též jako Katlanit (hebrejsky קטלנית) je dálkově ovládaná zbraňová stanice, která umožňuje automatické či dálkové ovládání řady zbraňových zařízení, včetně 5,56mm, 7,62mm a 12,7mm kulometů, 40mm automatického granátometu, protitankových střel a pozorovacího stanoviště. Vyrábí jej izraelská zbrojovka Rafael Advanced Defense Systems.

## Varianty

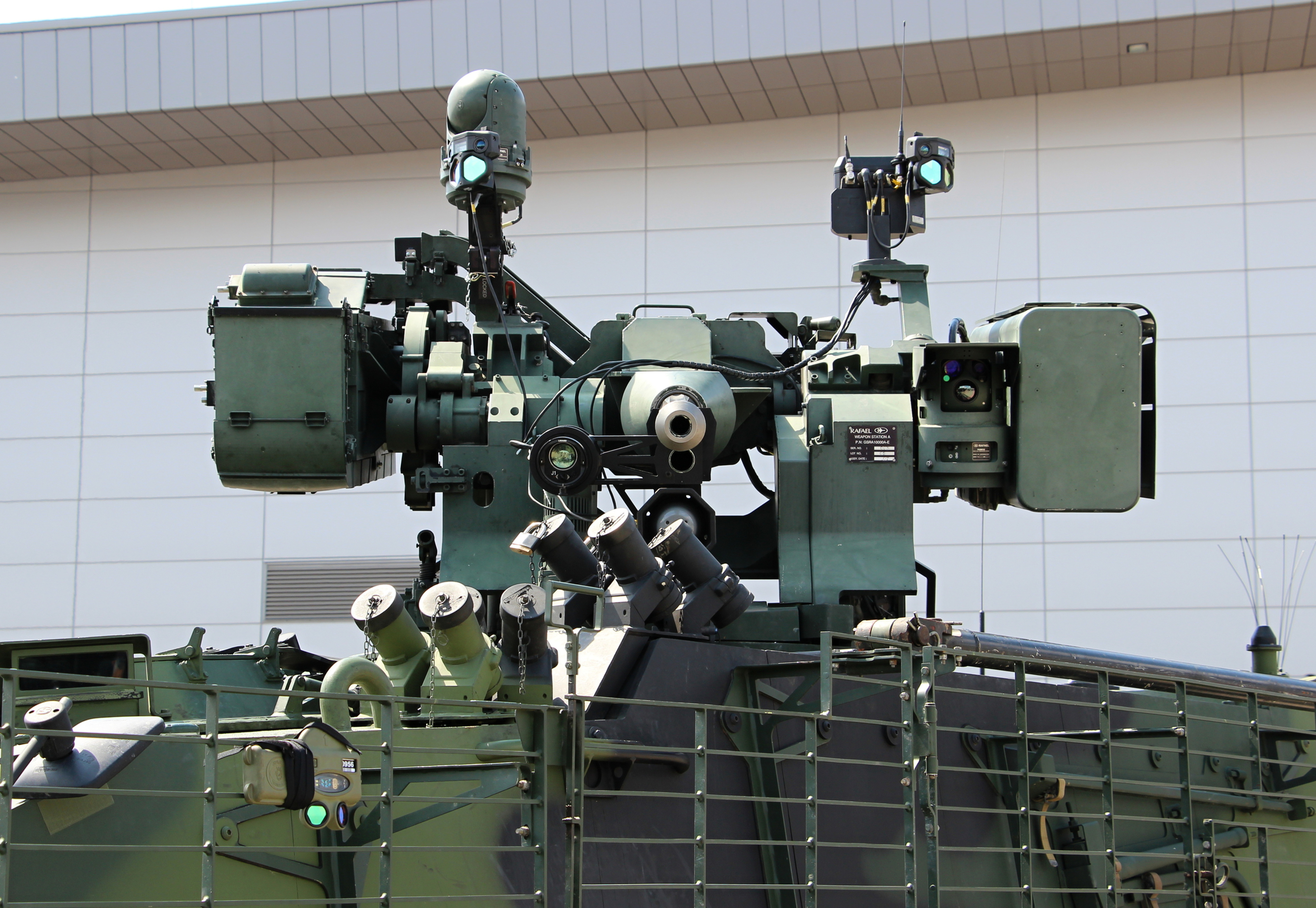
Zbraňová věž Samson RCWS-30 na českých obrněných transportérech Pandur II

Existují celkem tři varianty systémů rodiny Samson:
- Samson Jr.: pro 5,56 mm a 7,62mm kulomety, vážící 60–75 kilogramů
- Mini Samson: pro 12,7 a 14,5mm kulomety či 40 mm granátomety, vážící 140–160 kilogramů, podobný námořnímu systému Mini Typhoon
- Standard Samson: pro zbraně s kalibrem 20–40 mm, vážící 1,5 tuny, podobný standardnímu námořnímu systému Typhoon

Systém Samson s 30mm kanonem (RCSW-30) je navržen pro lehce obrněná vysoce mobilní vozidla typu obrněných transportérů (využívají je například české transportéry Pandur II), přičemž obsluhu zajišťuje střelec či velitel vozidla z vnitřku vozidla. Volitelně je možné systém doplnit o protitankové střely Spike či vrhač kouřových granátů.
Izrael instaloval varianty systému Samson do kulometných věží podél hranice s Pásmem Gazy, aby tak zabránil pronikání palestinských teroristů na své území. Ty jsou obsluhovány dálkově operátory ze základny ve vnitrozemí.

## Uživatelé
- Česko: Pandur II[2]
- Chorvatsko: hlavní bitevní tank M-84D
- Izrael: IDF Namer, některé stroje Achzarit, některé HMMWV
- Kanada:
- Spojené království: Alvis Stormer
- Spojené státy americké:
- Španělsko: RG-31 Nyala
- Turecko: Otokar Cobra